# Daws Castle
Daws Castle är ett slott i Storbritannien.   Det ligger i grevskapet Somerset och riksdelen England, i den södra delen av landet, 230 km väster om huvudstaden London. Daws Castle ligger 69 meter över havet.
Terrängen runt Daws Castle är huvudsakligen kuperad, men den allra närmaste omgivningen är platt. Havet är nära Daws Castle norrut. Runt Daws Castle är det ganska tätbefolkat, med 54 invånare per kvadratkilometer. Närmaste större samhälle är Minehead, 10,0 km väster om Daws Castle. 